# Championnats du monde de trampoline 1972
Navigation
Édition précédente Édition suivante
Les championnats du monde de trampoline 1972, septième édition des championnats du monde de trampoline, ont eu lieu le 23 septembre 1972 à Stuttgart, en Allemagne de l'Ouest.

## Podiums
| Épreuves              | Or                                   | Argent                                                    | Bronze                                           |
| --------------------- | ------------------------------------ | --------------------------------------------------------- | ------------------------------------------------ |
| Hommes                |                                      |                                                           |                                                  |
| Trampoline individuel | Paul Luxon                           | Gary Smith                                                | Chris Eilertsen                                  |
| Synchro               | Royaume-Uni Paul Luxon Robert Hughes | États-Unis Gary Smith Don Waters                          | Allemagne de l'Ouest Ingo Trudrung Kurt Schmidt  |
| Femmes                |                                      |                                                           |                                                  |
| Trampoline individuel | Alexandra Nicholson                  | Christiane Rother                                         | Marilyn Stieg                                    |
| Synchro               | États-Unis Marilyn Stieg Bobby Grant | Afrique du Sud Jennifer Liebenberg Charlene Van Der Merve | Allemagne de l'Ouest Karin Dinkler Petra Kletzko |

## Tableau des médailles
| Rang | Nation               | Or | Argent | Bronze | Total |
| ---- | -------------------- | -- | ------ | ------ | ----- |
| 1    | États-Unis           | 2  | 2      | 2      | 6     |
| 2    | Royaume-Uni          | 2  | 0      | 0      | 2     |
| 3    | Allemagne de l'Ouest | 0  | 1      | 2      | 3     |
| 4    | Afrique du Sud       | 0  | 1      | 0      | 1     |